# Піщанка Валерій Борисович
Валерій Борисович Піщанко (рос. Валерий Борисович Песчанко; 15 березня 1946, Краснодар — 25 грудня 2017) — радянський тенісист і тенісний тренер, чемпіон СРСР з тенісу серед юнаків в парному розряді (1963), переможець Сочинського міжнародного тенісного турніру в парному і змішаному парному розрядах (1966), переможець Всесоюзних зимових змагань («зимового чемпіонату СРСР з тенісу») в парному розряді (1971), дев'ятиразовий чемпіон РРФСР (в різних розрядах), майстер спорту СРСР (1964), один з перших тренерів майбутніх перших ракеток світу Євгена Кафельникова і Марії Куляповий.

## Життєпис
Валерій Піщанко народився 15 березня 1946 року в Краснодарі. У 1949 році його сім'я переїхала в Сочі. Почав грати в теніс у віці семи років, його першим тренером була Раїса Селуянова (уроджена Щербина, 1922—1995). У 1958—1961 роках прийшли перші успіхи на юнацькому рівні: спочатку Валерій став чемпіоном Сочі серед юнаків, а потім чемпіоном спортивного товариства «Труд» в командних змаганнях. У 1963 році, виступаючи в парі з А. Срапяном з Єревана, Піщанко став переможцем чемпіонату СРСР з тенісу серед юнаків в парному розряді.
У 1966—1980 роках Піщанко виступав за ДСТ «Динамо» міста Сочі, а в 1980—1984 роках — за ДСТ «Труд». Був дев'ятикратним чемпіоном Росії з тенісу — тричі в одиночному (1967, 1969, 1970), чотири рази в парному (1967, 1970, 1975, 1978) і два рази в змішаному парному розрядах (1969, 1976). У 1966 році Піщанко став переможцем Сочинського міжнародного тенісного турніру в парному і змішаному парному розрядах. На змаганнях з тенісу, що проводилися в рамках Спартакіади народів СРСР 1967 року, Піщанко став чемпіоном в командних змаганнях (в складі збірної РРФСР), а в одиночному розряді зайняв п'яте місце. 1971 року, виступаючи в парі з Теймуразом Какулія, Піщанко став переможцем Всесоюзних зимових змагань («зимового чемпіонату СРСР з тенісу»). Три рази, в 1968—1970 роках, Валерій Піщанко входив в десятку найсильніших тенісистів СРСР (найвища позиція — 9-я, в 1970 році). У 1969 році Піщанко став володарем неофіційного титулу «Абсолютний чемпіон Росії».
З кінця 1960-х років Валерій Піщанко працював тенісним тренером в дитячо-юнацькій спортивній школі № 4 міста Сочі. В кінці 1970-х років він був першим тренером майбутньої першої ракетки світу серед чоловіків Євгена Кафельникова. П'ятирічного Євгена до тренера привів його батько Олександр Кафельников. Піщанко ставив Євгену техніку основних тенісних ударів. Згодом Кафельников продовжив заняття з іншим тренером — Валерієм Шишкіним. На початку 1990-х років Піщанко був тренером майбутньої першої ракетки світу серед жінок Марії Шарапової, з якої він почав працювати, коли їй було чотири роки. Попрацювати з Марією тренера попросив її батько Юрій Шарапов. Тренування тривали близько півтора року. Згодом Марія Шарапова продовжила заняття з іншим тренером — Юрієм Юдкіним.
Валерій Піщанко помер 25 січня 2017 року.